# Франц, Франк
Франк Франц (нем. Frank Franz; род. 21 ноября, 1978, Фёльклинген, ФРГ) — немецкий ультраправый политический деятель.

## Личная жизнь
С 1997 по 2004 год Франц служил в Бундесвере в качестве фельдфебеля (самоходная артиллерия). С 2003 по 2006 год обучался на физиотерапевта. С 2007 года работает внештатным программистом и графическим дизайнером. Является владельцем агентства, которое занимается интернет-деятельностью партии.
В разводе, имеет троих детей. С 2015 года Франц встречается с Патрисией Коперски, редактором издательства правого толка, которая когда-то была гостем в сериале «Хорошие времена, плохие времена».

## Политическая карьера
В 2004 году избран председателем Национал-демократической партии в Саарбрюккене.
С 2005 по 2012 год — председатель партии в Сааре. С 2006 года — член исполкома партии.  С ноября 2011 года — член Федерального совета партии (входит в качестве пресс-секретаря).
В 2008 году безуспешно баллотировался на пост мэра Отвайлера.
В 2009 году он перешёл в городской совет Фёльклингена и был там председателем парламентской группы до выборов 2014 года. В 2011 году Франц баллотировался на пост обер-бургомистра в Саарбрюккене и получил 2,8 % голосов.
На общенациональной партийной конференции в ноябре 2011 года Франк Франц был избран в консультативный совет национального исполнительного комитета.
Внутри партии Франц вызывает споры, потому как он считается приёмным сыном Питера Маркса, который больше не был утверждён на съезде генеральным секретарём партии после неудавшейся попытки государственного переворота в начале 2009 года.
На мероприятиях, организованных ранее региональной ассоциацией Франца, выступали критики бывшего председателя партии Удо Фойгта (до 2011 года), например, кандидат в лидеры партии Удо Пастёрс, или председатель парламентской группы Саксонии Хольгер Апфель. Председатель Немецкого народного союза Маттиас Фауст также появлялся на мероприятиях Франца до расторжения «Пакта Германии» в 2009 году.
В ноябре 2014 года был избран Федеральным председателем партии, сменив Удо Пастёрса.